# Universidad Complutense de Madrid

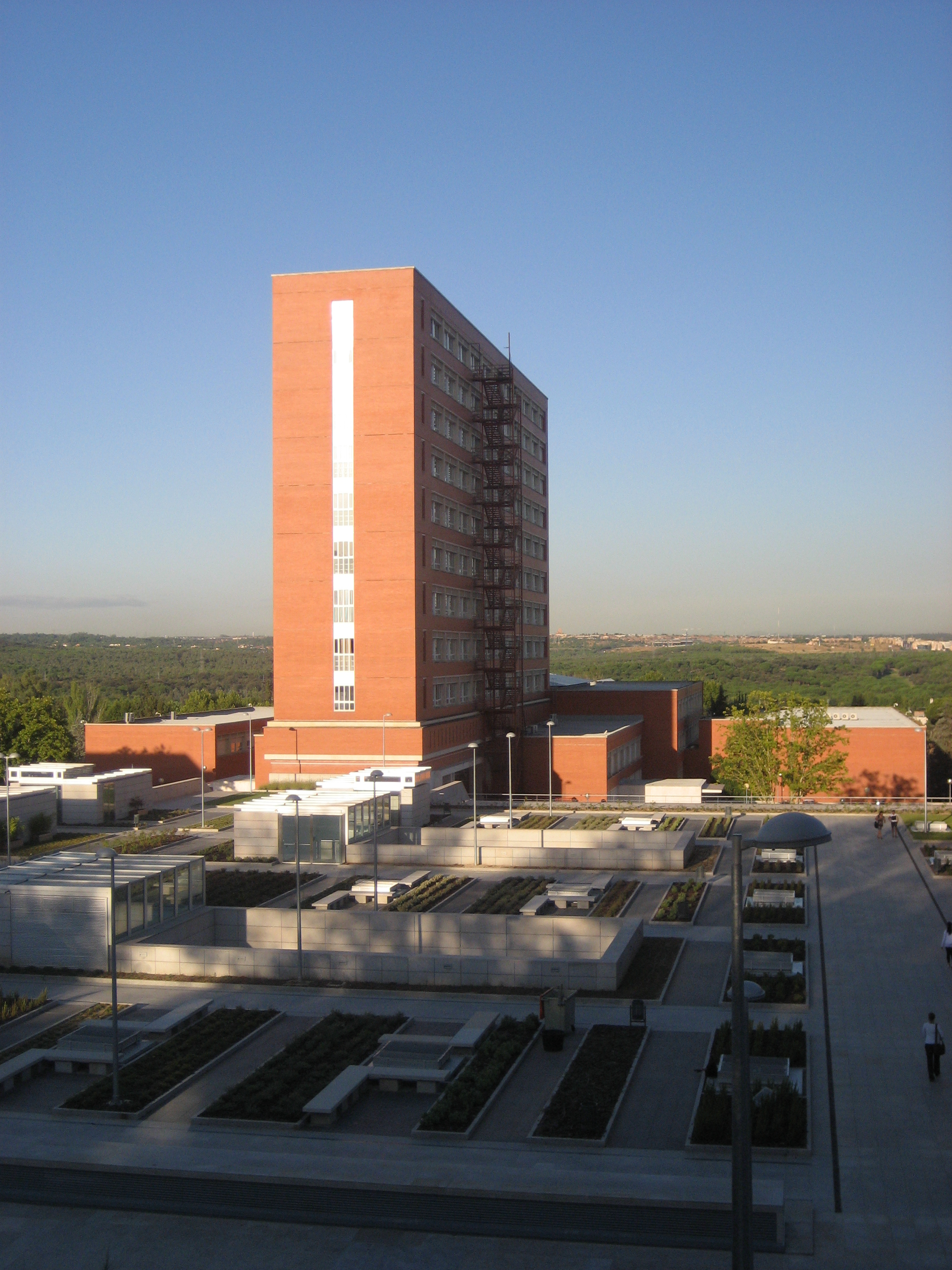
Geografiska och historiska fakulteterna i Somosagua

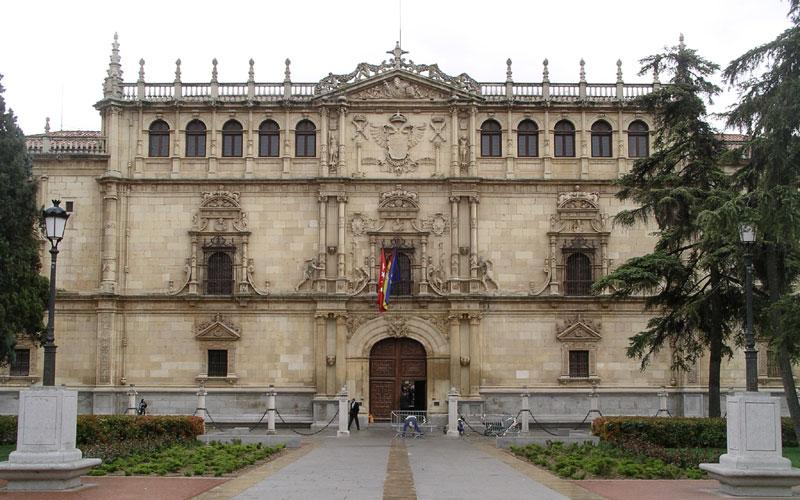
Universitets ursprungliga byggnad i Alcalá de Henares, som rymde universitetet fram till 1836.

Universidad Complutense de Madrid, UCM ("Complutenseuniversitetet i Madrid") är det mest prestigefyllda av de spanska universiteten och ett av de äldsta i världen som varit kontinuerligt i funktion. Det är lokaliserat på ett vidsträckt campus som upptar hela universitetsområdet i Madrid, Ciudad Universitaria de Madrid, med annex i Somosaguasdistriktet i grannstaden Pozuelo de Alarcón.

## Historia
Universitetets tillkomst går tillbaka till medeltiden, när kung Sancho IV av Kastilien och Leon skapade lärosätet Studium Generale, 20 maj, 1293. År 1499 godkände påven Alexander VI en begäran från en av dess forna elever, kardinal Cisneros, att omvandla detta till ett fullständigt universitet, påvens bulla kallade institutionen Universitas Complutensis, efter Complutum ("sammanflöde av två floder"), som var det latinska namnet på Alcalá de Henares, där universitetet ursprungligen hade lokaliserats.
Under åren 1509–1510 drevs universitetet med fem fakulteter: Konst och Filosofi, Teologi, Kanonisk rätt, Filologi och Medicin.
År 1836 flyttades universitet till Madrid, med namnet Universidad Central de Madrid och lokaliserades till Calle San Bernardo i själva centrum av staden (några av byggnaderna står fortfarande kvar och används av olika regeringsministerier). Universitetet hade då ensamrätt att utfärda doktorsbrev.
Omkring 1954 fick de andra universiteten i Spanien, med början i Salamanca, rätt att utfärda doktorsbrev och universitetet i Madrid förlorade namnet "Universidad Central", och återgick till att kalla sig "Complutense de Madrid" och återtog därmed namnet för sitt ursprung. År 1970 gav regeringen sig på att reformera den högre utbildningen, och universitetet delades i två: undervisningen i experimentella vetenskaper, vetenskaper inom hälsoområdet, sociala fakulteter och humanitet grupperar sig till Universidad Complutense de Madrid, medan den högre undervisningen i tekniska ämnen förlades till Universidad Politécnica de Madrid. Dessa förstnämnda delar platsen med Universidad Nacional de Educación a Distancia.
Samtidigt skapade man en campus i Somosaguas för att härbärgera de växande fakulteterna i socialvetenskaperna och skicka en del av studenterna långt från stadens centrum för att hejda de allt vanligare studentdemonstrationerna mot Francoregimen.
År 1970 återgick universitet till sitt ursprungliga namn. Senare, när befolkningen i Alcalá de Henares beslöt att öppna ett universitet inom de gamla campusbyggnaderna, var de tvungna att använda namnet Universidad de Alcalá de Henares för att klart skilja det från Universidad Complutense.

## Universitetet under Franco
Universitetsområdet (ofta kallat Moncloa) har varit scenen för betydande händelser i den samtida spanska historien. De ursprungliga byggnaderna (inklusive Medicinska fakulteten, där några av de häftigaste striderna under kriget ägde rum i samma klassrum som används i dag) som överlevde kriget är av märkbart historiskt intresse. Tyvärr var större delen av campus inte lika lyckligt lottat, och huvuddelen av de ursprungliga byggnaderna förstördes helt och hållet under kriget. Det är värt att notera att flera byggnader byggdes upp snabbt av Francoregimen. Man följde de ursprungliga ritningarna och på så sätt skapades en komprimerad version av det ursprungliga campusområdet som togs i bruk bara några få år efter krigets slut. Projektet drevs av regeringen i ett försök att visa upp Francoregimen som både intellektuellt orienterad och att återhämtningen efter kriget gick fort (i verkligheten hade Spanien inte återhämtat sig förrän långt in på 1960-talet). Många av dessa återuppförda byggnader bär fortfarande minnesplaketter som påminner om rekonstruktionen under ledning av "El Generalísimo".
Under Francoregimen var universitetet en barrikad för motståndsrörelsen; politiskt aktiva universitetsstudenter blev tillsammans med arbetar- och nationaliströrelser rankade som ett av de stora hoten emot diktaturen. I konsekvens därmed infiltrerade hemliga polisen klasserna med avsikt att lyssna av studenterna och Falangpartiet fick i uppgift att patrullera området. I synnerhet 1960-talet upplevde några av de mest polemiska stunderna i universitetets historia. Från 1963 till sena 1970-talet hölls personer från både den lokala polisen och från regeringens polisstyrkor permanent på campus. Befäl till häst beordrades ofta att stoppa de spontana demonstrationerna emot Francoregimen som uppstod längs huvudbyggnadens genomfartsvägar och flera gånger stängdes hela institutioner som svar på konfrontationer mellan myndigheterna och studenterna.

## Universitetets magnum opus
Universitetet blomstrade under 1500-talet, speciellt i början under sin välgörare Cisneros som, såsom ärkebiskop i Toledo, hade möjlighet att belöna det rikligt. Cisneros drog till sig många av världens främsta lingvister och teologistuderande till Alcalá för att producera ett magnum opus för universitet, Biblia Políglota Complutense eller Polyglottbibeln, som 1517 publicerades i fem stora volymer (inklusive en volym bestående av en ordlista). Utgåvan var ett av de stora arbetena i filologi under Renässansen och innehöll kritiska utgåvor av alla Bibelns böcker i originalspråk; hebreiska, grekiska och arameiska, såväl som den auktoriserade latinska Vulgata-texten. Cisneros lånade eller begärde in de flesta av de kända samtida bibelmanuskripten för projektet. Enbart den komplexa typografin gör att verket rankas som ett av de största framstegen för det spanska utbildningsväsendet. Beroende på olyckliga händelser har de flesta kopiorna inte överlevt, men denna enda prestation placerade Universidad Complutense bland de mest berömda universiteten i världen.